# سلسلة ذرية معدنية ممتدة
تُعَبِّرُ السلاسل الذرية المعدنية الممتدة (بالإنجليزية:  Extended metal atom chain)‏ عن الجزيئات المتكونة من خيطٍ خطيٍ من الذرات المعدنية المرتبطة مباشرةً، والمحاطة بربيطاتٍ عضويةٍ. وتمثل تلك المركبات أصغر صورةٍ للأسلاك الجزيئية. وعلى الرغم من عدم وجود تطبيقاتٍ لتلك الأصناف بعد، إلا أنه تم وضعها كأحد النقاط البحثية من أجل المُدْخَل التصميمي أسفل- أعلى (بالإنجليزية:  Top-down and bottom-up design)‏للإلكترونيات النانوية.

## البنية التركيبية
يحتوي جزيء السلسلة الذرية المعدنية الممتدة على خيطٍ خطيٍ من الفلزات الانتقالية (والتي عادةً ما تكون النحاس، النيكل، الكوبلت والكروم) والتي ترتبط مع بعضها الآخر وتُحاط حلزونياً بأربعة ربيطاتٍ عضويةٍ طويلةٍ. هذا وتم تغطية نهايات تلك السلاسل الفلزية المعدنية بالأيونات، والتي غالباً ما تكون الهاليدات. كما تم تصنيع تلك البيطات العضوية الأربعة من وحدات pyridylamido، والتي تشتمل على ذرات متبرع النيتروجين. وتتسم كل ذرة معدنية بأنها سداسية التناسق (بالإنجليزية:  Octahedral molecular geometry)‏، والمرتبطة مع ذرتين معدنيتين فلزيتين آخرتين على طول محور الجزيء (ما عدا المعادن الطرفية، والمرتبطة مع أيونٍ فلزيٍ معدنيٍ وآخر مغطيٍ لها)، بالإضافة إلى أنها مرتبطةٌ كذلك مع أربع ذرات نيتروجين عموديةٍ على المحور.
حيث تقولب الربيطات العضوية تشكيل السلاسل من خلال جذب الأيونات الفلزية المعدنية معماً واصطفافها في خيطٍ خطيٍ. وهنا يُحَدد عدد ذرات النيتروجين في الربيطة عدد الذرات الفلزية المعدنية التي ستتحد ضمن تلك السلسلة. ومن ثم، فإن هذا التركيب يسفر عن تشكيل أسلاكٍ جزيئيةٍ لها أطوال محددة مسبقاً. مما يجعل تلك السمة، بالاشتراك مع حقيقة أن تلك الجزيئات لها نهاياتٍ طرفيةٍ محددةٍ، تميز السلاسل الذرية المعدنية الممتدة عن الأنواع الأخرى من الأسلاك الجزيئية: مما يجعل السلاسل الذرية المعدنية الممتدة تتميز بأنها كياناتٍ جزيئيةٍ متميزةٍ فريدةٍ، حيث أنها لا تتجمع، ولا تشكل بنياتٍ دوريةٍ من وحداتٍ متكررةٍ.
وتشتمل أغلب السلاسل الذرية المعدنية الممتدة على عددٍ من الذرات المعدنية الفلزية يتراوح من ثلاثٍ إلى تسع ذراتٍ. حيث تشتمل أطول سلسلةٍ ذريةٍ معدنيةٍ ممتدةٍ تم تكوينها حتى وقتنا هذا على تسع ذراتٍ من النيتروجين، ووصل طولها إلى نانومترين تقريباً، وذلك على الرغم من تقدير أنه يمكن الوصول إلى سلاسلٍ تحتوى إلى ما يصل إلى 17 ذرةً معدنيةً (بأطوالٍ من 4- 5 نانومتراً)، وذلك مع استخدام الربيطات المتاحة حالياً.

## التطورات الأولية والجدال القائم
تم تصنيع أول نماذج السلاسل الذرية المعدنية الممتدة بثلاث ذراتٍ معدنيةٍ في أوائل التسعينات من القرن العشرين، وبصورةٍ مستقلةٍ بواسطة مجموعاتٍ من Shie-Ming Peng (جامعة تايوان الوطنية (بالإنجليزية:  NTU)‏)، وفرانك ألبرت قوطون (بجامعة تكساس للعلوم الزراعية والميكانيكية (بالإنجليزية:  Texas A&M University)‏)، وهو من أطلق على ذلك الاختراع اسم (السلاسل الذرية المعدنية الممتدة). هذا وقد قامت المجموعة ذاتها بتصنيع الجزيء المحتوى على الكوبالت كذلك Co3(dpa)4Cl2 (dpa = 2,2'-dipyridylamide)، إلا أن كلاً منهما قام بافتراض بنية هيكلية مختلفة: حيث أوردت مجموعة جامعة تايوان الوطنية بنيةً غير متماثلةٍ ذات رابطة الكوبلت -الكوبلت القصيرة، في حين قامت مجموعة جامعة تكساس بتحديد بنيةٍ متماثلةٍ ذات أطوال رابطة الكوبلت- الكوبلت المتساوية. إلا أن عدم التوافق والاختلاف هذا أسفر عن اشتعال فتيل الجدال على مدار الأعوام الماضية، حتى تم تدارك أن كلا الشكلين من الجزيئات متواجدان فعلاً معاً. في حين أودى هذا الجدال إلى إدراك أنه يمكن استخدام المُرَكَّب كمحولٍ جزيئيٍ، إلا أنه أودى إلى وقوع مشكلةٍ جديدةٍ بسبب عدم قدرة أيٍ من تلك النماذج المحددة للللتماكب (التزمر) على توضيح أو تفسير وجود جزيءٍ في بنيتين تركيبيتين تختلفان فقط في طول واحدةٍ أو أكثر من الروابط (وليس في كيميائيتها الفراغية أو قدرتها التوصيلية للذرات). إلا أنه تم حل تلك المشكلة أخيراً بواسطة دراسةٍ كيميائيةٍ كميةٍ أجراها كلٌ من Pantazis و McGrady، والذين أظهرا أن كلتا البنيتين التركيبيتين تنجمان من التكوينات الإلكترونية (بالإنجليزية:  electronic configurations)‏ المختلفة. في حين يتم استخدام هذا النموذج الأخير حالياً لتفهم وتوضيح الحالات الإلكترونية المختلفة بالإضافة إلى تفسير الخصائص المغناطيسية للسلاسل الذرية المعدنية الممتدة.

## التطبيقات المستقبلية المتوقعة
لا تتواجد للسلاسل الذرية المعدنية الممتدة أية تطبيقاتٍ تجاريةٍ حتى وقتنا هذا، إلا أنه من المتوقع استخدامها كموصلاتٍ كهربائيةٍ في الدارات النانوية. علاوةً على ذلك، فيمكن ضبط المواصلة وصقلها من خلال أكسدة أو اختزال السلسلة المعدنية، مما يفتح المجال لبناء وتركيب المقومات المتغيرة، المقاليد الكهربائية والمقاحل كذلك. هذا وقد تم توضيح تلك الاحتمالات التالية:
- «مقاحل الجزيئات المفردة» والتي تدمج مركبي كلٍ من Cu3(dpa)4Cl2 وNi3(dpa)4Cl2 (dpa=dipyridylamide)، والمصنعة على ركائز أكسيد السيليكون مع أقطاب بوابة الألومونيوم.[4]
- «المقاليد العشوائية» المصنوعة من سلاسل خماسي وسباعي الكروم الذرية المعدنية الممتدة والموصولة بالأسطح الذهبية.[5]